# Copa UC Sub-17 de 2010
El "Torneo Internacional UC Sub-17 2010" fue la octava edición de este torneo y es un torneo de nivel Sub-17 organizado por el club chileno Universidad Católica en celebración de su 73° aniversario. Se disputará entre el 5 y 9 de enero de 2010 con la participación de ocho equipos: Chile, México, Audax Italiano, Universidad de Chile, Chivas de Guadalajara, Universidad Católica, Cruz Azul y Paraguay.

## Primera Fase[2]
Llamada fase de grupos, se disputará desde el 5 de enero.
Leyenda: Pts: Puntos; PJ: Partidos jugados; PG: Partidos ganados; PE: Partidos empatados; PP: Partidos perdidos; GF: Goles a favor; GC: Goles en contra; DIF: Diferencia de goles.

### Grupo A
| Equipo                | Pts | PJ | PG | PE | PP | GF | GC | DG  |
| --------------------- | --- | -- | -- | -- | -- | -- | -- | --- |
| México                | 9   | 3  | 3  | 0  | 0  | 8  | 3  | 5   |
| Chivas de Guadalajara | 6   | 3  | 2  | 0  | 1  | 6  | 2  | 4   |
| Universidad de Chile  | 3   | 3  | 1  | 0  | 2  | 10 | 8  | 2   |
| Chile                 | 0   | 3  | 0  | 0  | 3  | 1  | 12 | -11 |

| Fecha      | Lugar             | Local                 | Resultado | Visitante            |
| ---------- | ----------------- | --------------------- | --------- | -------------------- |
| 5 de enero | Santiago de Chile | Chivas de Guadalajara | 3-1       | Universidad de Chile |
| 5 de enero | Santiago de Chile | Chile                 | 0-3       | México               |

| Fecha      | Lugar             | Local  | Resultado | Visitante             |
| ---------- | ----------------- | ------ | --------- | --------------------- |
| 6 de enero | Santiago de Chile | México | 1-0       | Chivas de Guadalajara |
| 6 de enero | Santiago de Chile | Chile  | 1-6       | Universidad de Chile  |

| Fecha      | Lugar             | Local                | Resultado | Visitante             |
| ---------- | ----------------- | -------------------- | --------- | --------------------- |
| 7 de enero | Santiago de Chile | Universidad de Chile | 3-4       | México                |
| 7 de enero | Santiago de Chile | Chile                | 0-3       | Chivas de Guadalajara |

### Grupo B
| Equipo               | Pts | PJ | PG | PE | PP | GF | GC | DG |
| -------------------- | --- | -- | -- | -- | -- | -- | -- | -- |
| Universidad Católica | 6   | 3  | 2  | 0  | 1  | 7  | 3  | 4  |
| Paraguay             | 6   | 3  | 2  | 0  | 1  | 4  | 2  | 2  |
| Cruz Azul            | 3   | 3  | 1  | 0  | 2  | 5  | 5  | 0  |
| Audax Italiano       | 3   | 3  | 1  | 0  | 2  | 4  | 10 | -6 |

| Fecha      | Lugar             | Local                | Resultado | Visitante      |
| ---------- | ----------------- | -------------------- | --------- | -------------- |
| 5 de enero | Santiago de Chile | Universidad Católica | 5-0       | Audax Italiano |
| 5 de enero | Santiago de Chile | Paraguay             | 1-0       | Cruz Azul      |

| Fecha      | Lugar             | Local                | Resultado | Visitante |
| ---------- | ----------------- | -------------------- | --------- | --------- |
| 6 de enero | Santiago de Chile | Universidad Católica | 2-1       | Cruz Azul |
| 6 de enero | Santiago de Chile | Audax Italiano       | 2-1       | Paraguay  |

| Fecha      | Lugar             | Local                | Resultado | Visitante |
| ---------- | ----------------- | -------------------- | --------- | --------- |
| 7 de enero | Santiago de Chile | Universidad Católica | 0-2       | Paraguay  |
| 7 de enero | Santiago de Chile | Audax Italiano       | 2-4       | Cruz Azul |

## Definiciones Secundarias
En esta fase los equipos no clasificados a semifinales disputan partidos para definir el quinto, sexto, séptimo y octavo lugar. En esta fase jugaran el tercero del grupo A con el cuarto del grupo B, el cuarto del grupo A contra el tercero del grupo B, los ganadores de ambas llaves se enfrentaran para definir el quinto y sexto lugar mientras los perderores definirán el séptimo y octavo lugar.
| 8 de enero de 2010, | Chile                        | 2-2 (0-0) P(3-5) | Cruz Azul      | Estadio San Carlos de Apoquindo, Santiago de Chile                              |                                                                                 |
|                     | Crisóstomo 47' · Manzano 64' |                  | Moreno 60' 62' | Asistencia: Sin datos sobre espectadores espectadores Árbitro(s): Rodolfo Salas | Asistencia: Sin datos sobre espectadores espectadores Árbitro(s): Rodolfo Salas |

| Definición por penales |  |     |  |          |
| Robles                 |  | 1:1 |  | Moreno   |
| Manzano                |  | 2:2 |  | Galván   |
| Vergara                |  | 2:3 |  | Carrasco |
| Crisóstomo             |  | 3:4 |  | Villalba |
| --                     |  | 3:5 |  | Huerta   |

| 8 de enero de 2010, | Universidad de Chile                   | 4-0 (2-0) | Audax Italiano | Estadio San Carlos de Apoquindo, Santiago de Chile                                |                                                                                   |
|                     | Inostroza 3'(P) 20' · Orellana 68' 72' |           |                | Asistencia: Sin datos sobre espectadores espectadores Árbitro(s): Fernando Gárate | Asistencia: Sin datos sobre espectadores espectadores Árbitro(s): Fernando Gárate |

### Definición 8º y 7º Lugar
| 9 de enero de 2010, | Chile                                                     | 5-2 (0-2) | Audax Italiano             | Estadio San Carlos de Apoquindo, Santiago de Chile                                  |                                                                                     |
|                     | Henríquez 36' · Páez 50' · Crisóstomo 60' 63' · Cofre 70' |           | Melivilú 1' · Mora 30' 62' | Asistencia: Sin datos sobre espectadores espectadores Árbitro(s): Eduardo Gutiérrez | Asistencia: Sin datos sobre espectadores espectadores Árbitro(s): Eduardo Gutiérrez |

### Definición 6º y 5º Lugar
| 9 de enero de 2010, | Universidad de Chile      | 2-4 (1-2) | Cruz Azul                       | Estadio San Carlos de Apoquindo, Santiago de Chile                              |                                                                                 |
|                     | Geraldo 2' · Meléndez 37' |           | Ciriaco 8' 34' · Moreno 40' 49' | Asistencia: Sin datos sobre espectadores espectadores Árbitro(s): Jorge Retamal | Asistencia: Sin datos sobre espectadores espectadores Árbitro(s): Jorge Retamal |

## Segunda fase
A partir de aquí, los cuatro equipos clasificados en la primera fase, primero y segundo de cada grupo, disputarán un partido para decidir los dos equipos clasificados para la final.

### Semifinales
| 8 de enero de 2010, | Universidad Católica | 1-2 (0-1) | Chivas de Guadalajara       | Estadio San Carlos de Apoquindo, Santiago de Chile                                |                                                                                   |
|                     | Gaínza 61'           |           | Salgado 17' · Hernández 43' | Asistencia: Sin datos sobre espectadores espectadores Árbitro(s): Álvaro Segueida | Asistencia: Sin datos sobre espectadores espectadores Árbitro(s): Álvaro Segueida |

| 8 de enero de 2010, | México | 0-1 (0-0) | Paraguay | Estadio San Carlos de Apoquindo, Santiago de Chile                               |                                                                                  |
|                     |        |           | Díaz 38' | Asistencia: Sin datos sobre espectadores espectadores Árbitro(s): Cristián Rojas | Asistencia: Sin datos sobre espectadores espectadores Árbitro(s): Cristián Rojas |

### Definición Tercer lugar
| 9 de enero de 2010, | Universidad Católica | 1-1 (0-1) P(1-2) | México    | Estadio San Carlos de Apoquindo, Santiago de Chile    |                                                       |
|                     | Gaínza 47'           |                  | Torres 8' | Asistencia: Sin datos sobre espectadores espectadores | Asistencia: Sin datos sobre espectadores espectadores |

| Definición por penales |  |     |  |           |
| Gaínza                 |  | 0:1 |  | Gracia    |
| Castillo               |  | 0:1 |  | Sifuentes |
| Alarcón                |  | 0:2 |  | Correa    |
| Sepúlveda              |  | 1:2 |  | Reyes     |
| González               |  | 1:2 |  | --        |

### Final
| 9 de enero de 2010, | Chivas de Guadalajara | 1-1 (1-1) P(4-5) | Paraguay   | Estadio San Carlos de Apoquindo, Santiago de Chile                               |                                                                                  |
|                     | Campos 17'            |                  | Giménez 5' | Asistencia: Sin datos sobre espectadores espectadores Árbitro(s): Cristián Basso | Asistencia: Sin datos sobre espectadores espectadores Árbitro(s): Cristián Basso |

| Definición por penales |  |     |  |              |
| López                  |  | 1:1 |  | Pérez        |
| Bucio                  |  | 1:2 |  | Báez         |
| González               |  | 2:3 |  | Ovelar       |
| Campos                 |  | 3:4 |  | Florenciañes |
| Álvarez                |  | 4:5 |  | Caballero    |

## Campeón
| Paraguay                   |
| Campeón Paraguay 3º título |

## Goleadores
| Jugador           | Jugador                           | Goles | Equipo            | Equipo                       |
| ----------------- | --------------------------------- | ----- | ----------------- | ---------------------------- |
| Bandera de México | José Moreno (futbolista mexicano) | 8     | Bandera de México | Cruz Azul                    |
| Bandera de Chile  | Diego Inostroza                   | 5     | Bandera de Chile  | Universidad de Chile         |
| Bandera de Chile  | Camilo Gaínza                     | 4     | Bandera de Chile  | Universidad Católica         |
| Bandera de México | Omar Salgado                      | 3     | Bandera de México | Chivas de Guadalajara        |
| Bandera de Chile  | Felipe Mora                       | 3     | Bandera de Chile  | Audax Italiano               |
| Bandera de Chile  | Bastián Crisóstomo                | 3     | Bandera de Chile  | Selección de fútbol de Chile |